# Японский баклан
Японский баклан, или уссурийский баклан (лат. Phalacrocorax capillatus) — вид птиц из семейства баклановых.

## Внешний вид
Размерами и окраской очень напоминает большого баклана, но жёлтое пятно у основания клюва не заходит за угол рта. Длина тела — 84 см, размах крыльев — 152 см. Длина крыла 32—33,2 см. Длина клюва 6,1—6,7 см. Хвост округлый, из 14 жёстких рулевых перьев. Первостепенных маховых перьев — 11.
Уздечка, кольцо вокруг глаза, пространство за глазом и боковые стороны у основания нижней челюсти голые. Пространство, занимаемое голой кожей, на нижней челюсти меньше, чем у большого баклана.
Оперение направлено вниз и вперёд.

### Окрас

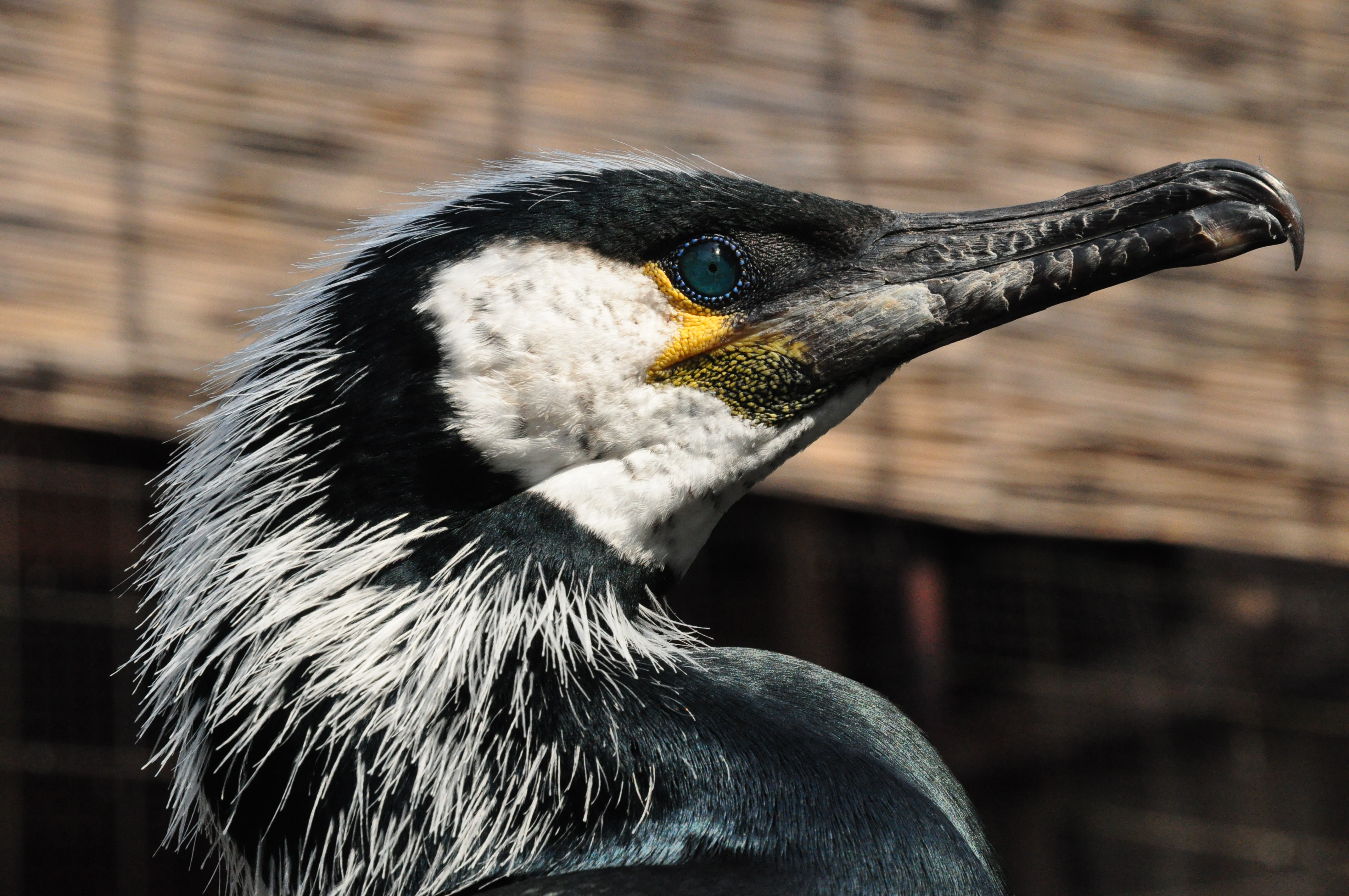

Молодые птицы похожи на молодых птиц большого баклана.
- Гнездовой наряд: верхняя сторона тела — серовато-бурая без металлического блеска. Перья спины, лопаточные и верхние кроющие крыла с тёмными предвершинными и беловато-серыми вершинными окаймлениями. Брюшная сторона тела белая с лёгким буроватым налетом, подхвостье бурое. На боках тела бурые крупные пятна. Ноги чёрные. Клюв желтовато-грязный с тёмной полосой посредине надклювья.
- Взрослая птица имеет ярко выраженный зелёный блеск в оперении. Голова и шея тёмно зеленовато синие. Плечевые, верхние кроющие крыла бронзово-зелёные с темно зелёными окаймлениями. Белое полукольцо, которое охватывает снизу голову и примыкает к её неоперённой части, густо покрыто зеленовато-чёрными пестринами. Ноги чёрные, радужина жёлтая, голые части лицевых частей жёлто-оранжевые.
- Брачный наряд: на голове и шее имеются белые перья, но в отличие от большого баклана они длиннее и реже расположены, так что не закрывают тёмного оперения головы и шеи. На бедрах — по пучку белых удлиненных перьев.

## Распространение
Обитает на морском побережье и островах Японского моря (в том числе Южного Приморья) и на Курильских островах.
В Приморье гнездящаяся птица. В местах, где море не замерзает, частично зимующая. В Японии и Китае оседла. Весной у мест гнездовий появляется во 2-й половине апреля. Осенью долго держится в море вблизи гнездовий.

### Численность
По берегам Приморья уссурийский баклан распределен неравномерно, но довольно обычен, только у реки Рудной встречается редко. Большие колонии располагаются на мысе Гамова и в Славянском заливе. В большом количестве водится на некоторых островах южного Приморья: о. Аскольд, Залив Стрелок, о. Коврижка, залив Посьет, о. Фуругельм, о. Русский. В XIX веке существовала большая колония на скалах, расположенных между берегом и о. Аскольд, в настоящее время этой колонии нет. На Хондо обычен, большие колонии расположены у Токио и возле Нагоя.

## Образ жизни
Гнездится колониями различных размеров, только на морских берегах, чаще у северной границы своего распространения. Гнездовья на две — три пары, иногда отдельными парами. Приморские гнездовья населены только этой птицей. В Японии имеются смешанные колонии — с кваквами и белыми цаплями. Возле Токио уссурийский баклан гнездится с обыкновенным бакланом в общей колонии.

### Размножение
Моногамный. Гнезда обычно устраиваются на уединённых малодоступных, выступающих в море, скалах, реже на расположенных у самого берега. В Японии встречаются гнёзда, устроенные на соснах и других хвойных деревьях.
В кладке 4 яйца, похожих по окраске и форме на яйца большого баклана. Размеры яйца: от 60×37,8 до 63,8×42,8 мм. На яйцах сидят плотно. Даже если птицу спугнуть, она, не обращая внимания на присутствие человека, возвращается в своё гнездо.

### Питание
Питается исключительно морской рыбой.

## Бакланы и человек
Наряду с большим бакланом часто дрессируется жителями Китая и Японии для ловли рыбы.